# Câine de prerie

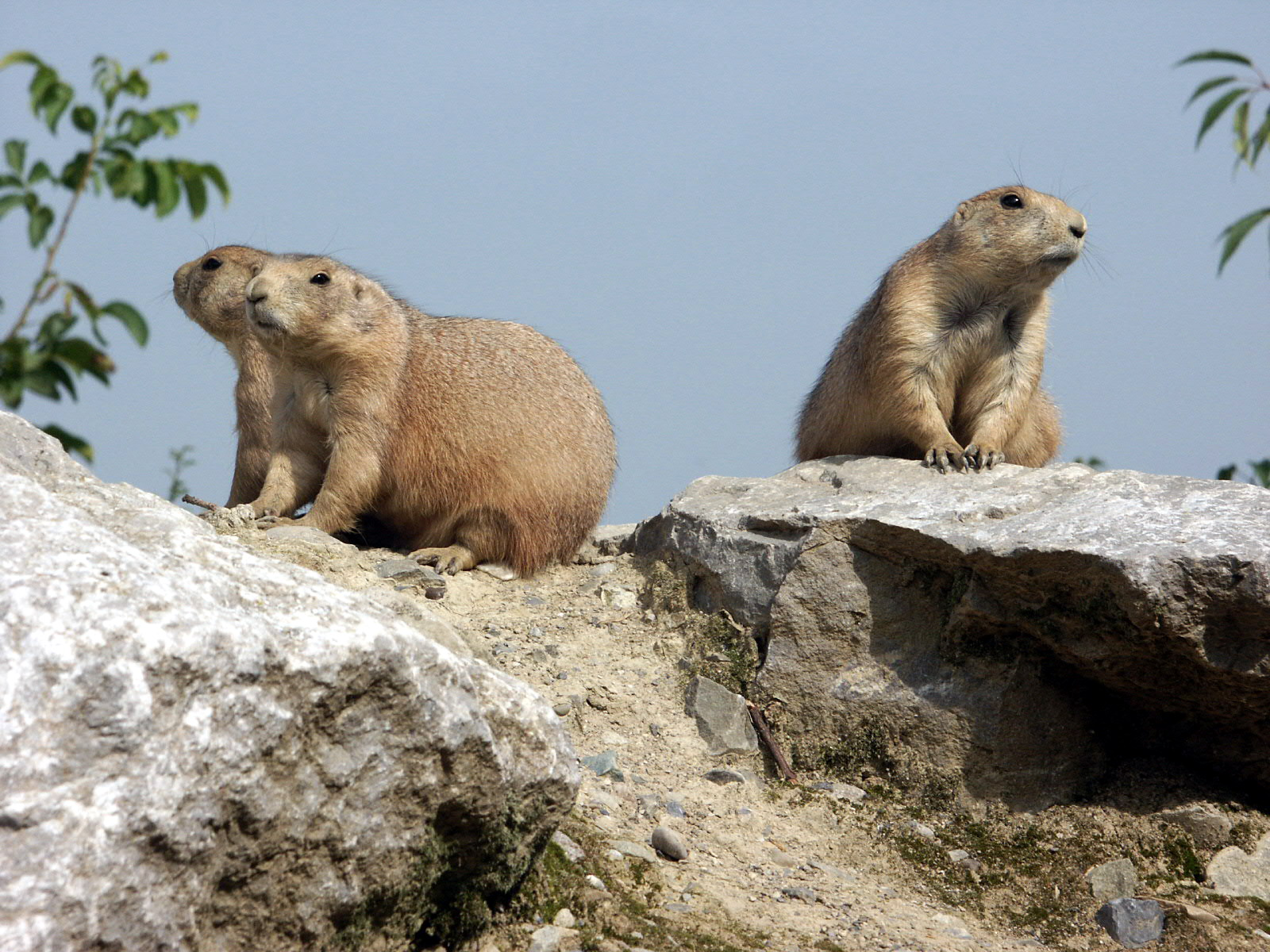
Câinele de prerie

Câinele de prerie (Cynomys) reprezintă un gen de rozătoare nord-americane al familiei Sciuridae, animalele fiind înrudite cu marmota.
Denumirea lor provine de la habitatul în care trăiesc și după semnalul de alarmă dat de animal în caz de pericol. Numele științific al lor Cynomys, înseamnă în limba greacă șorecar, numele de câine îi este atribuit după sunetele produse asemănătoare lătratului date în timpul luptelor ierarhice. Există cinci specii cunoscute:
- Cynomys gunnisoni
- Cynomys leucurus
- Cynomys ludovicianus
- Cynomys mexicanus
- Cynomys parvidens